# Anomaloglossinae
Anomaloglossinae is een onderfamilie van kikkers uit de familie Aromobatidae. De groep werd voor het eerst wetenschappelijk beschreven door Taran Grant, Darrel Richmond Frost, Janalee P. Caldwell, Ronald Gagliardo, Célio Fernando Baptista Haddad, Philippe J. R. Kok, Bruce Means, Brice Patrick Noonan, Walter E. Schargel en Ward C. Wheeler in 2006.
Er is nog geen Nederlandse naam voor zowel de familie als deze onderfamilie. Beide groepen werden vroeger tot de pijlgifkikkers gerekend, maar op basis van kenmerken aan met name te tenen zijn de soorten afgesplitst. Er zijn 34 soorten in 2 geslachten, alle soorten komen voor in Zuid-Amerika.

## Taxonomie
- Geslacht Anomaloglossus
- Geslacht Rheobates